# Ball de malcasats de Vilanova i la Geltrú
El Ball de Malcasats de Vilanova i la Geltrú és un ball parlat de caràcter satíric que es representa el dissabte de Carnaval dins els actes del Carnaval de Vilanova i la Geltrú.

## Història
La primera referència del Ball de Malcasats a Vilanova i la Geltrú és de 1848, quan va prendre part en les festes de Sant Antoni, junt amb el Ball de Dames i Vells. Posteriorment se sap que va sortir el 1850, per la Festa Major de les Neus; el 1852, per la Festa Major de la Geltrú; el 1854, per les Neus; el 1860, per Sant Antoni, junt amb el de Dames i Vells; i el 1864, per la Festa Major de la Geltrú. Va desaparèixer abans del 1936. Després es va tornar a representar una única vegada per la Festa Major de La Geltrú de 1959. L'Agrupació de Balls Populars de Vilanova i la Geltrú el va recuperar pel Carnaval de l'any 2000, i actualment es representa el Dissabte de Carnaval.
Joan Amades, al seu Costumari Català, ens diu que l'argument del Ball de Malcasats és el d'uns matrimonis que, presentant-se davant de les autoritats, exposen les seves desavinences perquè els imposin pau o els divorciïn. Les parelles, de caràcter social molt divers, utilitzen un diàleg molt baix, fins i tot groller i barroer, sense arribar a ser indecent.

## Actualitat
Des que es va recuperar el ball de malcasat, per Carnaval del 2000, les autoritats representades són l'alcalde o alcaldessa, l'arquebisbe i l'agutzil, mentre els matrimonis mal avinguts són els burgesos, el pescador i la remendadora, els bacallaners, els cubanos, els gitanos, el vilanoví i la geltrunenca, i així fins a deu o més parelles. Totes van exposant els seus problemes públicament davant les autoritats, amb uns textos que inclouen burles i sàtires locals o de caràcter general, en un to satíric i divertit.
Al ball domina el diàleg i la representació per damunt de la dansa i el moviment. L'ambientació i la música tenen aires de la Vilanova vuitcentista. Hi ha un petit ball al principi i al final de la representació, i també durant el cercavila que porta tota la comitiva pels carrers i places de la vila, amb un grup de música tradicional.
El caràcter satíric que tenen els diàlegs, la caracterització dels personatges i la voluntat de fer alguna cosa per ajudar a realçar una mica més el dissabte de carnaval, van animar a fer-lo sortir al carrer en aquestes dates, adaptat a aquesta festa. És per això que aquest ball és l'únic del nostre país en què els seus components actuen darrere d'una màscara de factura grotesca, que a més de dissimular la identitat de l'actor li dona una visió carnavalesca al ball.
A banda de Vilanova i la Geltrú, també ha actuat a ciutats com Bath (Anglaterra), on van fer alguns textos en anglès, o Valls.